# Pentoniscus dominicanus
Pentoniscus dominicanus är en kräftdjursart som beskrevs av Arcangeli1932. Pentoniscus dominicanus ingår i släktet Pentoniscus och familjen Philosciidae. Inga underarter finns listade i Catalogue of Life.